# Arrondissement de Neuss
L'arrondissement de Neuss existe de 1816 à 1929 en tant que arrondissement du district de Düsseldorf dans la province de Rhénanie. Le siège de l'administration de l'arrondissement et la ville la plus importante est Neuss. À l'exception de la commune d'Heerdt, qui est intégrée à Düsseldorf en 1909, les communes appartenant à l'arrondissement se trouvent toutes dans l'actuel arrondissement de Rhin Neuss et appartiennent aux villes et communes de Neuss, Dormagen, Grevenbroich, Kaarst, Korschenbroich, Meerbusch et Rommerskirchen.

## Histoire
L'arrondissement de Neuss est formé en 1816 à partir du territoire des cantons de Neuss et de Dormagen, qui sont établis à la période française (de). L'arrondissement est divisé en quinze mairies, successeures des mairies mises en place à la préiode française. En 1845, le Code communal de la province de Rhénanie confère le statut de commune à toutes les localités qui géraient leur propre budget. Neuss, la seule ville de l'arrondissement, est soumise au code des villes rhénanes à partir de 1856. En 1870, la commune de Gohr passe de la mairie de Nettesheim à la mairie de Nievenheim. Depuis, l'arrondissement se structure comme suit :
| Mairies             | Communes                             |
| ------------------- | ------------------------------------ |
| Büderich            | Büderich                             |
| Büttgen             | Büttgen                              |
| Dormagen            | Dormagen, Hackenbroich               |
| Glehn (de)          | Glehn                                |
| Grefrath            | Grefrath                             |
| Grimlinghausen      | Grimlinghausen, Uedesheim            |
| Heerdt              | Heerdt                               |
| Holzheim            | Holzheim                             |
| Kaarst              | Kaarst                               |
| Nettesheim (de)     | Frixheim-Anstel, Nettesheim-Butzheim |
| Neuss               | Neuss (ville)                        |
| Nievenheim (de)     | Gohr, Nievenheim, Straberg           |
| Norf (de)           | Norf, Rosellen                       |
| Rommerskirchen (de) | Rommerskirchen                       |
| Zons                | Zons                                 |

Le 1er avril 1909, Heerdt quitte l'arrondissement de Neuss et est incorporé à la ville de Düsseldorf. Depuis le 1er avril 1913, la ville de Neuss forme son propre arrondissement urbain. Le 1er août 1929, l'arrondissement est dissous et réuni avec l'arrondissement de Grevenbroich (de) pour former l'arrondissement de Grevenbroich-Neuss. Au même moment, Grimlinghausen et Uedesheim sont incorporés à la ville de Neuss.

## Évolution de la démographie
| Année | Habitants |
| ----- | --------- |
| 1816  | 27 454    |
| 1835  | 32 527    |
| 1871  | 43 930    |
| 1880  | 48 591    |
| 1890  | 54 588    |
| 1900  | 64 090    |
| 1910  | 70 354    |
| 1925  | 38 412    |

## Administrateurs de l'arrondissement
- 1816–1842: Wilhelm von Bolschwing (de)
- 1843–1849: Carl Conrad Loerick (de)
- 1849–1850: Karl Friedrich Favreau (de)
- 1850:–9999 Leonhard Stommel (de)
- 1850–1851: Franz Joseph Aldenhoven (de)
- 1851–1874: Hermann Seul (de)
- 1874–1875: NN. Bruckhoff
- 1875–1876: Constantin von Briesen
- 1876–1888: Kaspar von Heinsberg (de)
- 1888–1898: Clemens von Schorlemer-Lieser (de)
- 1898–1906: Friedrich von der Leyen-Bloemersheim (de)
- 1906–1916: Alexander von Brandt (de)
- 1916–1918: Bruno Eichhorn (de)
- 1918–1922: Ferdinand von Lüninck (de)
- 1922–1929: Simon Groener (de)